# Josephine Langford
Josephine Eliza Langford (Perth, 18 de agosto de 1997) es una actriz australiana, más conocida por interpretar a Tessa Young en la serie de películas After.

## Biografía

### Primeros años
Langford nació en Perth, Australia. Es la hija menor de Elizabeth Langford, una pediatra, y Stephen Langford, un médico y director de servicios médicos en el Royal Flying Doctor Service of Australia. Tiene una hermana mayor que también es actriz, Katherine Langford, más conocida por su papel como Hannah Baker en la serie de Netflix, 13 Reasons Why.
Estudió en St. Brendan's College y All Saints College

### Carrera
Además de estudiar actuación, en 2005 comenzó a tomar clases de canto.
Empezó su carrera como actriz en 2013, a los 16 años, en el cortometraje "Sex Ed" donde interpretó un papel pequeño. También actuó en los cortometrajes "When Separating", "Gypsy Blood", "Wreck", y "Into the Tunnel". Hizo su debut en la pantalla grande en la película independiente Pulse (2017), que se proyectó en festivales de cine.
En 2017, obtuvo un papel secundario en la película de thriller 7 deseos, como Darcie Chapman, donde compartió reparto con Joey King.
El 9 de julio de 2018 fue elegida para protagonizar, junto a Hero Fiennes-Tiffin, la adaptación cinematográfica de la novela After: Aquí empieza todo basada en el libro de la autora Anna Todd. Inicialmente, Josephine audicionó para un papel menor (Molly Samuels, quien luego fue interpretada por Inanna Sarkis), pero finalmente fue seleccionada para el papel de Tessa Young, la protagonista, después de que la actriz que fue elegida en primer lugar decidiera rechazarlo por un conflicto de agendas. Las grabaciones comenzaron el 16 de julio de 2018 y terminaron el 24 de agosto de 2018. La película se estrenó mundialmente en cines el 12 de abril de 2019.
El 19 de mayo de 2019, Todd confirmó la secuela After: en mil pedazos, comenzando las grabaciones en agosto. La película se estrenó en octubre de 2020. En 2021, tuvo un papel secundario en la película de Netflix, Moxie, basada en la novela homónima de Jennifer Mathieu, y volvió a interpretar a Tessa Young en la tercera película de la saga After, After: almas perdidas, estrenada en septiembre de 2021 y en After: amor infinito en 2022. La última película de la saga After Everything se estrenó en 2023, en la cual Josephine tiene una participación especial.

## Filmografía
| Año  | Título                   | Rol             | Ref.   |
| ---- | ------------------------ | --------------- | ------ |
| 2017 | 7 deseos                 | Darcie Chapman  | [ 20 ] |
| 2019 | After: Aquí empieza todo | Tessa Young     | [ 21 ] |
| 2020 | After: En mil pedazos    | Tessa Young     | [ 22 ] |
| 2021 | Moxie                    | Emma Cunningham | [ 23 ] |
| 2021 | After: Almas perdidas    | Tessa Young     | [ 24 ] |
| 2022 | After: Amor infinito     | Tessa Young     | [ 25 ] |
| 2022 | Gigi & Nate              | Katy Gibson     | [ 26 ] |
| 2023 | After: Aquí acaba todo   | Tessa Young     | [ 27 ] |
| 2023 | La otra Zoey             | Zoey Miller     | [ 28 ] |

| Año  | Título        | Rol                  | Notas                                                         |
| ---- | ------------- | -------------------- | ------------------------------------------------------------- |
| 2017 | Wolf Creek    | Emma Webber          | 2 episodios                                                   |
| 2019 | Into the Dark | Claire               | Episodio 9                                                    |
| 2020 | Day by Day    | Lucy (voz)           | Episodio: "At the Peak of It All"                             |
| 2020 | Day by Day    | Belle Williams (voz) | Episodios: "Class of 2020: Prom", "Class of 2020: Graduation" |

| Año  | Título          | Rol             |
| ---- | --------------- | --------------- |
| 2013 | Sex Ed          | Estudiante      |
| 2013 | When Separating | Hayley          |
| 2014 | Gypsy Blood     | Renae Armstrong |
| 2015 | Wreck           | Katie           |
| 2015 | Into The Tunnel |                 |

## Premios y nominaciones
| Año  | Premio             | Categoría                          | Trabajo nominado | Resultado |
| ---- | ------------------ | ---------------------------------- | ---------------- | --------- |
| 2019 | Teen Choice Awards | Mejor actriz de película dramática | After            | Ganadora  |
| 2021 | Just Jared Awards  | Favourite Actress                  | -                | Ganadora  |
| 2022 | Just Jared Awards  | Favourite Young Actress            | -                | Ganadora  |